# Mittonia
Mittonia é um gênero de mariposa pertencente à família Crambidae.